# Epinannolene fasciolata
Epinannolene fasciolata är en mångfotingart som först beskrevs av Filippo Silvestri 1897.  Epinannolene fasciolata ingår i släktet Epinannolene och familjen Epinannolenidae. Inga underarter finns listade i Catalogue of Life.